# George Tyler
Pour les articles homonymes, voir Tyler.

a Compétitions nationales et continentales officielles uniquement.

b Matchs officiels uniquement.
George Alfred "Bubs" Tyler, né le 10 février 1879 à Auckland (Nouvelle-Zélande) et mort dans la même ville le 15 avril 1942, est un joueur de rugby à XV qui a joué avec l'équipe de Nouvelle-Zélande. Il évolue au poste de talonneur (1,78 m pour 82 kg).  

## Carrière
George Tyler joue avec la province d'Auckland de 1899 à 1911.
Il dispute son premier test match avec l'équipe de Nouvelle-Zélande le 15 août 1903 contre l'équipe d'Australie. Son dernier test match a lieu contre l'équipe de France le 1er janvier 1906.
Il participe à la tournée des Originals, équipe représentant la Nouvelle-Zélande en tournée en Grande-Bretagne en 1905, en France et en Amérique du Nord en 1906.

## Palmarès

### En équipe nationale
- 7 sélections avec l'Équipe de Nouvelle-Zélande de rugby à XV
- 1 essai, 1 transformation, 5 points
- Sélections par année : 1 en 1903, 1 en 1904, 4 en 1905, 1 en 1906
- Nombre total de matchs avec les All Blacks : 36